# Psyra matsumurai
Psyra matsumurai är en fjärilsart som beskrevs av Max Joseph Bastelberger 1909. Psyra matsumurai ingår i släktet Psyra och familjen mätare. Inga underarter finns listade.